# 黎明的阿爾卡納
《黎明的阿爾卡納》是日本漫畫家藤間麗的奇幻漫畫作品。
於2009-2013年間在『Cheese!』雜誌上連載(2009年3月號~2013年8月號)，單行本共13卷。

## 内容簡介
一座小島分裂成兩個國家，北方是聖楠，南方是貝魯庫多，200多年來，兩方間戰火不斷。但這兩國卻有同樣扭曲的共通點──以黑髮為傲的少數人作為王侯貴族統治國家，紅髮、金髮或褐色頭髮之人則做為平民。半獸半人、擁有獸耳或獸尾之人則被稱之為「亞人」，受到輕蔑並被當成奴隸使喚。而比人類擁有較優秀五感的人，則在前線作為士兵。
當戰火激烈時，兩國就以王族的聯姻之名，締結和平契約，但這樣所帶來的和平，從未超過五年。在這樣無任何成效的和平條約下，擁有紅色頭髮的聖楠第一公主・娜卡芭嫁給了貝魯庫多的第二王子・西薩。但擁有一頭與王族不相配紅髮的娜卡芭，不管是在自己國家，或是在敵國都被受輕蔑。然而娜卡芭所擁有的不可思議的「時之阿爾卡納」卻在此時覺醒了...

## 人物介紹

### 主要人物
娜卡芭
本作的主角。聖楠的第一公主。16歲。
西薩
貝魯庫多的第二王子。19歲。黑髮。該隱為其同父異母的哥哥。
洛奇
娜卡芭的隨從。27歲。在娜卡芭年幼時就已隨侍在側，看似是狗，其實是狼的亞人，擁有優秀的五感。

### 貝魯庫多國
葛蘭
貝魯庫多國的國王，因為懼怕「阿爾克納」的力量，而試圖消滅擁有該力量的一族。
年少時喜歡上名為莎拉的平民，原本不願所愛之人捲入宮廷鬥爭之中，但最後仍力排眾議，立莎拉為皇后。
在最終卷時被西薩所殺。
該隱
貝魯庫多國的第一王子。西薩同父異母的兄長。因為有著和母親同樣的金髮，而憎恨著黑髮的弟弟西薩。
蕾蜜莉雅

### 聖楠國
埃迪魯
聖楠的第一王子，第一王位繼承人。小時候常嘲笑娜卡芭的紅色頭髮。

聖楠國國王的女兒，娜卡芭的母親，是一位黑髮美人，已故之人。
不顧身分和國王的反對，捨棄身分與娜卡芭的父親在一起，在貝魯庫多的軍隊襲擊村落時，為了保護娜卡芭和洛奇而死亡。

### 里多埃涅國
艾及爾

阿茲哈爾

## 用語
貝魯庫多
位於島嶼南邊的國家，受惠於氣候而土壤肥沃，且有強大軍事力量。
後改名為貝拉西里。
聖楠
位於島嶼北邊的國家，氣候嚴寒使得發展受到限制。與貝魯庫多相較之下，軍力較弱且貧窮，但因為位於河川的上流，常藉由投毒而得以威脅貝魯庫多。
里多埃涅國
位於島嶼南方大陸上的國家之一，境內大部分都是沙漠，但因為出產稀有礦物而富裕，為貝魯庫多的同盟國。四方被其他國家所包圍。
阿爾卡納
人所擁有之異能的統稱。
階級
亜人

## 出版書籍

### 單行本
- 藤間麗 ，小學館〈>，全13卷

| 卷數 | 小學館         | 小學館                 | 東立出版社     | 東立出版社             | 封面人物           |
| 卷數 | 發售日期       | ISBN                   | 發售日期       | ISBN                   | 封面人物           |
| ---- | -------------- | ---------------------- | -------------- | ---------------------- | ------------------ |
| 1    | 2009年5月26日  | ISBN 978-4-09-132364-4 | 2010年4月21日  | ISBN 978-986-10-5245-8 | 娜卡芭             |
| 2    | 2009年9月25日  | ISBN 978-4-09-132666-9 | 2010年4月21日  | ISBN 978-986-10-5246-5 | 洛奇               |
| 3    | 2010年2月26日  | ISBN 978-4-09-133050-5 | 2010年8月13日  | ISBN 978-986-10-5247-2 | 西薩               |
| 4    | 2010年6月25日  | ISBN 978-4-09-133217-2 | 2011年1月11日  | ISBN 978-986-10-5990-7 | 艾及爾             |
| 5    | 2010年10月26日 | ISBN 978-4-09-133544-9 | 2011年8月13日  | ISBN 978-986-10-6666-0 | 該隱               |
| 6    | 2011年2月25日  | ISBN 978-4-09-133718-4 | 2011年11月15日 | ISBN 978-986-10-7485-6 | 蕾蜜莉雅           |
| 7    | 2011年6月25日  | ISBN 978-4-09-133866-2 | 2012年8月30日  | ISBN 978-986-10-8234-9 | 娜卡芭             |
| 8    | 2011年10月26日 | ISBN 978-4-09-134200-3 | 2013年1月3日   | ISBN 978-986-10-9471-7 | 洛奇               |
| 9    | 2012年1月26日  | ISBN 978-4-09-134339-0 | 2013年6月25日  | ISBN 978-986-10-9472-4 | 西薩               |
| 10   | 2012年6月26日  | ISBN 978-4-09-134446-5 | 2013年8月5日   | ISBN 978-986-317-487-5 | 艾及爾             |
| 11   | 2012年11月26日 | ISBN 978-4-09-134817-3 | 2014年3月4日   | ISBN 978-986-324-636-7 | 埃迪魯             |
| 12   | 2013年4月26日  | ISBN 978-4-09-135280-4 | 2014年5月15日  | ISBN 978-986-332-704-2 | 葛蘭、莎拉         |
| 13   | 2013年9月26日  | ISBN 978-4-09-135525-6 | 2014年9月9日   | ISBN 978-986-337-535-7 | 娜卡芭、西薩、洛奇 |

### 小說
小說：鮎川はぎの / 原作‧插畫：藤間麗，小學館〈LuLuLu文庫〉
- 『黎明的阿爾卡納 起始之刻』（2011年2月25日發行[1]，ISBN 978-4-09-133779-5）

## 外部連結
- （日語）小學館官方網站（页面存档备份，存于）